# Red Barn (restaurante)
A Red Barn foi uma cadeia de restaurantes fast food fundada em 1961 em Springfield, Ohio, por Don Six, Martin Levine e Jim Kirst. Em 1963, a pequena cadeia foi comprada por Richard O. Kearns, operada como Red Barn System, com os escritórios se mudando brevemente para Dayton, Ohio, e em agosto de 1964 para Fort Lauderdale, Flórida. No final da década de 1960, a United Servomation, também chamada Servomation, comprou a cadeia Red Barn. Em 1978, a United Servomation se fundiu com a divisão GDV da City Investing Company, que também era proprietária da cadeia de motéis Motel 6. Interessados apenas em serviços imobiliários, de construção e financeiros, os novos proprietários deixaram de fazer publicidade para a rede e permitiram que os contratos de franquia expirassem, sendo que o último contrato expirou por volta de 1988. Em seu auge, o Red Barn tinha de 300 a 400 restaurantes em 19 estados, além de pontos de venda no sul de Ontário, em outros lugares do Canadá e na Austrália.
Após o encerramento das operações, a maioria dos edifícios do Red Barn foi convertida para outros usos. Alguns dos restaurantes da cadeia foram rebatizados de “The Farm” em vários estados e continuaram a servir os mesmos itens do cardápio disponíveis quando estavam sob a franquia Red Barn. Havia dois locais com o nome “The Farm” em Racine, Wisconsin, e Bradford, Pensilvânia, que serviam os mesmos itens do cardápio. A unidade de Bradford fechou por um breve período em 2014 devido a um pequeno incêndio e fechou permanentemente em dezembro de 2015. A loja de Racine, Wisconsin, fechou em 2 de fevereiro de 2020. As lojas australianas Red Barn foram vendidas e convertidas em unidades do McDonald's.